# Phasmophobia
Phasmophobia（ふぁずもふぉびあ）は、協力型マルチプレイ幽霊探索ホラーゲームである。ゲームの内容は、1人から4人のプレイヤーが、指定された場所に現れる幽霊の種類を様々な道具や幽霊の特徴から特定して報告することを目標とする。
イギリスのインディーゲームスタジオ Kinetic Games が、2020年9月18日にMicrosoft Windows向けとして早期アクセスを開始した。その後、多数の動画配信者により遊ばれ宣伝されたことで、ゲーム販売プラットフォームSteamにおけるグローバル週間売上ランキングで4週連続1位を獲得した。
2025年、ホラー映画制作会社BlumhouseとAtomic Monsterが共同制作する映画化が発表された。

## 受賞歴
| Award                         | Date of ceremony | Category             | Result     | Ref.  |
| ----------------------------- | ---------------- | -------------------- | ---------- | ----- |
| The Game Awards               | 2020年12月10日   | Best Debut Game      | 受賞       | [ 5 ] |
| Steamアワード                 | 2021年1月3日     | VR Game of the Year  | ノミネート | [ 6 ] |
| Game Developers Choice Awards | 2021年7月21日    | Best Debut Developer | 受賞       | [ 7 ] |